# Генри, Брэд
Чарльз Брэдфорд «Брэд» Генри (англ. Charles Bradford «Brad» Henry; род. 10 июня 1963, Шони, Оклахома) — американский политик, представляющий Демократическую партию. 26-й губернатор штата Оклахома в 2003—2011 годах.

## Биография

### Ранняя жизнь и образование
Брэд Генри родился в Шони, штат Оклахома, в семье Чарльза Генри, известного судьи и бывший член палаты представителей штата. После окончания средней школы Генри поступил в университет Оклахомы, где был членом братства Delta Tau Delta. В 1985 году он получил степень бакалавра в области экономики. В 1988 году он получил диплом юриста в юридическом колледже университета Оклахомы, где был старшим редактором научного журнала Law Review.
После получения образования Генри занялся юридической практикой со своим отцом в Шауни.

### Политическая карьера
В 1993—2003 годах Генри был членом Сената штата Оклахома.
В 2002 году на выборах губернатора Генри победил представителя Республиканской партии бывшего конгрессмена Стива Ларжента, опередив соперника менее чем на один процент голосов. Генри получил 448 143 голоса (43,27 %), Ларжент — 441 277 голосов (42,61 %), а независимый кандидат Гэри Ричардсон — 146 200 голосов (14 %).
На первичных выборах в Демократической партии, которые состоялись 25 июля 2006 года, Генри получил 218 712 голосов (86 %). На всеобщих выборах 7 ноября он победил конгрессмена-республиканца Эрнеста Айстука, набрав 66 % голосов. Он победил с самым высоким результатом за последние 50 лет.
В 2010 году Генри не имел права переизбираться, так как, согласно конституции Оклахомы, одно и то же лицо не может занимать должность губернатора более двух сроков подряд.